# Rebel Rebel
Rebel Rebel è un brano musicale scritto dall'artista inglese David Bowie e pubblicato come 45 giri il 15 febbraio 1974.
Sesta traccia e primo singolo estratto dall'album Diamond Dogs, il brano divenne in breve tempo un inno del movimento glam, nonché un classico del cantante e la sua prima hit dal 1969 senza la chitarra di Mick Ronson.
Rebel Rebel condensa in pochi versi la velocità, il desiderio di ribellione e il bisogno di dare libero sfogo alla propria individualità tipici dei movimenti giovanili e proprio per questo alla sua uscita non dette molte indicazioni sull'oscura e complessa intensità di un album apocalittico come Diamond Dogs che avrebbe visto la luce due mesi dopo.
Il 24 luglio 2016, Rebel Rebel è stata eseguita all'Orogel Stadium-Dino Manuzzi di Cesena durante il primo concerto ufficiale del progetto Rockin'1000, formato da 250 chitarristi, 250 cantanti, 250 batteristi e 250 bassisti diretti da Marco Sabiu.

## Tracce
1. Rebel Rebel (Bowie) - 4:20
2. Queen Bitch (Bowie) - 3:13

## Formazione
- David Bowie - voce, chitarra
- Herbie Flowers - basso
- Mike Garson - pianoforte
- Aynsley Dunbar - batteria

## Il brano
Pensata in origine per un musical su Ziggy Stardust previsto per la fine del 1973, Rebel Rebel rappresentò l'addio ufficiale di David Bowie ad un movimento musicale ormai in declino come il glam rock, che lui stesso aveva contribuito a lanciare qualche anno prima e che dalla fine del 1973, ma soprattutto dall'inizio del 1974, aveva cominciato a riempire le classifiche di imitatori della seconda generazione come Suzi Quatro, Alvin Stardust e i Bay City Rollers.
Il cantante non era comunque l'unico ad essersi accorto che il glam rock stava inevitabilmente confluendo nel pop e che ciò ne avrebbe decretato la fine. Nel novembre 1973 l'album Stranded dei Roxy Music, il primo senza Brian Eno, segnò il loro saluto alle sonorità glam e altrettanto fecero i Mott the Hoople, con il loro ultimo brano di successo Saturday Gigs, e i T. Rex con un singolo che iniziava con il verso significativo «Whatever happened to the teenage dream?».
Stilisticamente la canzone evidenziava un debito nei confronti dei Rolling Stones, sia nell'interpretazione vocale di Bowie in puro stile Mick Jagger sia per l'inconfondibile riff di chitarra che seguiva la struttura tipica degli Stones di metà anni sessanta. «È un riff favoloso!», ricordava Bowie nel 1997 in un'intervista con Joe Gore di Guitar Player, «semplicemente fantastico! Quando sono inciampato in quel riff ho pensato "Oh! Grazie!"»
Secondo il biografo Nicholas Pegg non troverebbe fondamento l'ipotesi secondo cui il ruolo di chitarrista solista fu affidato ad Alan Parker, ex componente dei Blue Mink. Bowie stesso suonò la chitarra in Rebel Rebel mentre Parker dette il suo contributo per il brano 1984, come riportato anche nelle note di Diamond Dogs.
Oltre a quella degli Stones, un'altra possibile influenza può essere individuata nell'artista transessuale Wayne County (conosciuto anche come Jayne County), che aveva partecipato a Pork di Andy Warhol a teatro e che da un paio d'anni faceva parte dell'entourage di David Bowie. L'artista newyorkese ha affermato che Bowie trasse in parte l'ispirazione per Rebel Rebel dalla sua canzone Queenage Baby, registrata nel gennaio 1974 dalla MainMan del manager Tony Defries e pubblicata solo nel 2006 su Wayne County at the Trucks. Tra l'altro uno dei versi del brano di County recita «can't tell whether she's a boy or a girl».

## Il lato B
Registrata nel 1971, Queen Bitch è forse la traccia di Hunky Dory che più delle altre rivelò gli orientamenti futuri di David Bowie, un pastiche del materiale dei Velvet Underground in cui prese spunto direttamente dallo stile di Lou Reed e che deve molto alla poesia urbana e alle immagini di strada di molti testi dell'artista newyorkese (il termine "queen" viene qui usato nel significato slang di "checca").

## Registrazione
Rebel Rebel venne registrata nel gennaio 1974 agli L. Ludolf Studios di Nederhorst den Berg nei Paesi Bassi, durante le sessioni di Diamond Dogs, e la versione del 45 giri venne mixata nel Regno Unito in maniera leggermente diversa da quella dell'album.
Per il mercato americano fu effettuata un'incisione alternativa ad aprile, più veloce e più breve dell'originale,  nella quale Bowie suonò chitarra, basso e batteria e in cui la sonorità garage dell'incisione più conosciuta lasciò il posto a effetti phaser, vigorose percussioni e voci d'accompagnamento aggiuntive. Anche se venne ritirata dopo una settimana e sostituita da quella originale, sarebbe stata questa la versione utilizzata come base di partenza per ogni successiva esecuzione dal vivo.
Una nuova versione di Rebel Rebel registrata nel 2003 con l'arrangiamento di Mark Plati è stata oggetto di un mash-up con Never Get Old, traccia dell'album Reality, e l'anno successivo il risultato intitolato Rebel Never Gets Old è stato pubblicato come 45 giri.

## Uscita e accoglienza
Il singolo uscì il 15 febbraio 1974 in Europa, Brasile (con Diamond Dogs come lato B), Sud Africa, Giappone, Australia e Nuova Zelanda. A maggio venne distribuito negli Stati Uniti, con Lady Grinning Soul come lato B, e in Australia venne pubblicato anche un EP con altre due tracce, Sorrow e Amsterdam.
Nel giro di una settimana il disco entrò nella classifica britannica dei 45 giri direttamente in 6ª posizione, diventando subito un inno del movimento glam così come lo era diventata All the Young Dudes due anni prima. Nonostante le premesse la scalata si fermò quasi subito e Rebel Rebel non andò oltre la 5ª posizione, rimanendo in classifica per sette settimane mentre negli Stati Uniti raggiunse il 64º posto della Billboard Hot 100.
Una performance pre-registrata del brano venne programmata per il 24 febbraio nel programma della BBC Top of the Pops, ma dal momento che il promo non arrivò in tempo non venne mandata in onda e al suo posto fece la sua prima apparizione un quartetto emergente chiamato Queen con Seven Seas of Rhye, che sarebbe presto diventata la loro prima hit.
Nel gennaio 2016, dopo la morte di David Bowie la canzone ha guadagnato nuova popolarità ed ha nuovamente fatto ingresso nella Official Singles Chart, oltre a raggiungere il 16º posto nella Billboard Hot Rock Songs e il 70º su iTunes l'11 gennaio.

### Classifiche
| Paese         | Anno | Posizione | Classifica                                    |
| ------------- | ---- | --------- | --------------------------------------------- |
| Australia     | 1974 | 29        | Top 100 Singles Chart                         |
| Belgio        | 2010 | 6         | Ultratop 50 Singles (Fiandre)                 |
| Francia       | 2016 | 119       | Syndicat national de l'édition phonographique |
| Germania      | 1974 | 33        | Top 100 Single-Charts                         |
| Irlanda       | 1974 | 2         | Irish Singles Chart                           |
| Italia        | 1974 | 32        | FIMI                                          |
| Nuova Zelanda | 1974 | 16        | RIANZ                                         |
| Paesi Bassi   | 1974 | 8         | Single Top 100                                |
| Regno Unito   | 1974 | 5         | Official Singles Chart                        |
| Regno Unito   | 2016 | 65        | Official Singles Chart                        |
| Stati Uniti   | 1974 | 64        | Billboard Hot 100                             |
| Stati Uniti   | 2016 | 16        | Billboard Hot Rock Songs                      |

## Rebel Rebeldal vivo
Rebel Rebel ha sempre costituito un classico nei concerti di David Bowie dal Diamond Dogs Tour 1974 fino al Reality Tour 2003-04, durante il quale venne usata come pezzo di apertura. Venne esclusa dalle scalette solo nell'Outside Tour 1995-96 e nell'Earthling Tour 1997.
Tra le occasioni "estemporanee" in cui Rebel Rebel è stata eseguita dal vivo:
- 7 febbraio 1974, TopPop, programma trasmesso nei Paesi Bassi da AVRO.
- 4 agosto 1978, Musikladen Extra, programma trasmesso in Germania da Radio Bremen (registrato il 30 maggio).
- 13 luglio 1985, Live Aid, evento trasmesso via satellite in circa cento Paesi dal Wembley Stadium di Londra.
- 2 ottobre 1999, Saturday Night Live, programma trasmesso dalla NBC.
- 9 ottobre 1999, NetAid, concerto benefico trasmesso dalla BBC dal Wembley Stadium di Londra.
- 18 ottobre 1999, Storytellers, programma trasmesso da VH1.
- 29 ottobre 1999, The WB Radio Music Awards, evento trasmesso dal canale statunitense The WB.
- 26 novembre 1999, TFI Friday, programma trasmesso in Inghilterra da Channel 4.
- 5 ottobre 2002, Live and Exclusive, special di BBC Radio 2 presentato da Jonathan Ross (registrato il 18 settembre).
- 15 ottobre 2002, Vogue Fashion Awards, evento trasmesso da VH1 da New York.
- 18 ottobre 2002, Later... with Jools Holland, programma trasmesso da BBC Two (registrato il 20 settembre).
- 30 ottobre 2002, The Early Show, programma trasmesso dalla CBS.

## Pubblicazioni successive
Il 45 giri è stato pubblicato di nuovo nel 1982 all'interno della serie Fashions, in versione picture disc, e nel 1983 nella serie Lifetimes. Nel 2014, in occasione del 40º anniversario è uscito un nuovo picture disc con la versione del singolo statunitense come lato B.
Rebel Rebel è presente nelle seguenti raccolte di greatest hits:
- ChangesOneBowie (1976)
- Sound + Vision (1989, versione del 45 giri statunitense)
- Changesbowie (1990)
- The Singles Collection (1993)
- The Best of David Bowie 1969-1974 (1997)
- Best of Bowie (2002)
- The Platinum Collection (2005)
- Nothing Has Changed (2014)

La registrazione del 2003 si trova nei bonus disc dell'edizione limitata di Reality (2003) e della riedizione del 2004 di Diamond Dogs, in cui è presente anche quella del 45 giri statunitense.
Versioni dal vivo del brano si trovano in:
- David Live (1974)
- Serious Moonlight (1984, video album)
- Glass Spider (1988, video album)
- Best of Bowie (2002, DVD)
- A Reality Tour (2004, DVD)
- Station to Station (bonus disc della riedizione del 2010)

Rebel Rebel è inoltre inclusa nella colonna sonora dei film Radiofreccia (1998), Detroit Rock City (1999), Charlie's Angels - Più che mai (2003), Bandslam - High School Band (2009) e The Runaways (2010).

## Il videoclip

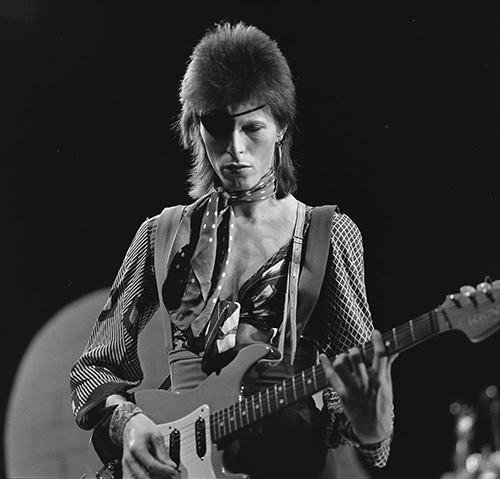
David Bowie a TopPop durante le riprese del videoclip.

Il 7 febbraio 1974, nello show televisivo TopPop del canale olandese AVRO venne mandata in onda una performance in playback di Rebel Rebel nella quale Bowie si stagliava su uno sfondo di scintillanti luci da discoteca grazie alla tecnica del chroma key.
In quello che sarebbe diventato il videoclip promozionale della canzone fu presentata per la prima ed unica volta l'immagine del "Bowie-pirata", con un fazzoletto a pois al collo e una benda nera sull'occhio, che come avrebbe ricordato in seguito fu adottata facendo di necessità virtù: «Avevo la congiuntivite, quindi ho sfruttato la situazione e mi sono vestito da pirata. Ci mancava solo il pappagallo!»
Il nuovo look e l'acconciatura in stile Ziggy Stardust, una delle ultime immagini glam del cantante, sarebbero stati presto sostituiti dal doppiopetto e dalla pettinatura all'indietro del Diamond Dogs Tour.

## Cover
Oltre ad essere stata oggetto di numerose cover, Rebel Rebel è stata eseguita in lingua svedese da Niels nel 1982 (con il titolo Punkjävel) e in portoghese da Seu Jorge nel 2004, nella colonna sonora di Le avventure acquatiche di Steve Zissou.
Tra gli artisti che hanno inciso una cover:
- The Diamonds in Million Copy Hit Songs Made Famous by Elton John & David Bowie del 1974
- Rick Derringer in Live in Cleveland del 1976
- i Bay City Rollers in It's a Game del 1977
- Shawn Cassidy in Wasp del 1980
- i Lyn Todd nell'album eponimo del 1980
- Magnus Uggla in un medley nell'album live Godkänd pirat del 1981
- Donna Destri come singolo nel 1982
- i Legion of Dynamic Diskord come singolo nel 1988
- Claude O'Brian come singolo nel 1988
- i Sigue Sigue Sputnik dal vivo in The First Generation del 1990
- Bryan Adams dal vivo nel bootleg The Secret Show del 1993
- Joan Jett & The Blackhearts nella raccolta Flashback del 1993
- Rickie Lee Jones in Traffic From Paradise del 1993
- i Double You in The Blue Album del 1994
- i Dead or Alive in Nukleopatra del 1995
- le Slant 6 come singolo nel 1995
- i Mike Flowers Pops in un medley nel maxi singolo Light My Fire del 1996
- gli Hello in Glam Rockers del 1996
- Keith T. in Me Myself & I del 1999
- Kate Schutt in Brokenwingtrick del 2001
- i Prozak For Lovers nell'album eponimo del 2001
- i Def Leppard nel CD singolo Now del 2002
- i Clare Quilty in Face the Strange del 2005
- Kenichi Asai in Kiken Sugiro del 2006
- i Little Diesel nella raccolta No Lie del 2006
- i Luthea Salom in Sunbeam Surrounded by Winter del 2007
- Kam Falk in Retro-Respect del 2010
- Rebekah Higgs il 19 aprile 2013 (digital release)

Altre cover che si trovano in album tributo includono quelle di:
- The Great Imposters in Dollars In Drag - A Tribute To David Bowie del 1977
- i Twilight Clone in Ashes to Ashes - A Tribute To David Bowie del 1999
- Tegan and Sara con Grace Nocturnal in Spiders from Venus: Indie Women Artists and Female-Fronted Bands Cover David Bowie del 2004
- i Terminal Bliss in .2 Contamination: A Tribute to David Bowie del 2006
- i Medi and the Medicine Show in BowieMania: Une collection obsessionnelle de Beatrice Ardisson del 2007
- P.W. (HEL)L in Oddities - A Tribute to David Bowie del 2010 (digital release)
- The Red Planets in Ziggy Played Surf Guitar del 2011
- i Piano Tribute Players in Piano Tribute to David Bowie del 2012 (digital release)
- Lea DeLaria in House of David del 2015
- The KVB in A Salute to the Thin White Duke - The Songs of David Bowie del 2015
- John Vanderslice in John Vanderslice Plays David Bowie's Diamond Dogs del 2015 (digital release)

In alcune occasioni Rebel Rebel è stata eseguita anche dal vivo da:
- i Duran Duran in diverse occasioni durante il Radio Station Festival Tour del 1995[22]
- gli Smashing Pumpkins allo Spektrum di Oslo il 12 aprile 1996 e al Lupo's Heartbreak Hotel di Providence il 2 marzo 2000[23]
- Iggy Pop e Lenny Kravitz ai VH1 Fashion Awards il 27 ottobre 1998[24]
- Ligabue e Piero Pelù nella trasmissione di Rai 1 Taratata il 1º novembre 1998[25]
- l'attore e musicista country Unknown Hinson al Mojo 13 di Wilmington (Delaware) il 27 agosto 2009 e al Berkeley Cafe di Raleigh (Carolina del Nord) il 17 marzo 2010[26]
- Madonna al Toyota Center di Houston il 12 gennaio 2016, durante una data del Rebel Heart Tour[27]
- Bruce Springsteen e la E Street Band al Consol Energy Center di Pittsburgh il 16 gennaio 2016, durante il concerto di apertura del The River Tour[28]
- Johnny Marr e Neil Tennant al teatro Hammersmith Apollo di Londra il 12/4/2024

Infine una versione strumentalizzata del brano fa da colonna sonora al teaser della nuova serie Netflix di Matt Groening Disincanto.

## Riferimenti nella cultura di massa
Il brano è stato utilizzato nella prima stagione di Lucifer.